# Moj profil
»Moj profil« je skladba in štirinajsti single Lee Sirk iz leta 2018. Skladbo sta napisala Lea Sirk (glasba, besedilo) in Tomy Declerque (glasba).

## MMS 2018
14. julija 2018 je skladbo premierno predstavila na 38. Melodijah morja In sonca, kjer je tudi zmagala. Skladba je prejela tudi nagrado strokovne žirije za najboljšo glasbo.

## Snemanje
Skladbo sta producirala Lea Sirk, Tomy Declerque. Ta je istega leta izšla pri samozaložbi na njenem drugem studijskem albumu Lea Sirk na zgoščenki in digitalno.

## Zasedba

### Produkcija
- Lea Sirk – glasba, besedilo, aranžma, producent
- Tomy Declerque – glasba, aranžma, producent

### Studijska izvedba
- Lea Sirk – vokal